# بومقر
بومقر ( بالأمازيغية تيفيناغ : ⴱⵓⵎⴰⴳⴻⵔ ) هي مدينة وبلدية بدائرة نقاوس ولاية باتنة الجزائرية. تقع جنوب غرب ولاية بلغ عدد سكانها 8482 عام 2008.

## حدودها
- من الشرق:بلدية أولاد عوف وبلدية أولاد سي سليمان.
- من الغرب:بلدية الجزار وبلدية بريكة.
- من الشمال:بلدية نقاوس وبلدية القصبات.
- من الجنوب:بلدية سفيان.